# Carlos Castro (jornalista)
Carlos António Castro (Moçâmedes, 5 de Outubro de 1945 - Nova Iorque, 7 de Janeiro de 2011) foi um jornalista, escritor e cronista social português.

## Biografia
Carlos Castro nasceu na província ultramarina de Angola, onde viveu ate ao periodo da Revolução dos Cravos  Homossexual assumido, notoriamente efeminado, ostracizado pelo próprio pai e irmãos, depois de chegar a Lisboa, em 1975 começou por ser transformista e participou em 1977 num episódio de A Visita da Cornélia, onde se apresentou como jornalista, oriundo de Espinho, chamando a atenção numa prova em que aparecia travestido de freira. Nesse mesmo ano, estreou-se como cronista social na revista Nova Gente, onde assinou a página "Ziriguidum" que deu muito que falar, pela forma acutilante como criticava as principais figuras do meio social português sob o pseudónimo de "Daniela". Foi também na Nova Gente que se estreou como organizador de espetáculos, já que esteve à frente das quatro primeiras galas dos Troféus Nova Gente. Depois disso, organizou numerosas produções artísticas, como a Grande Noite do Fado ou a Gala Noite dos Travestis, e colaborou com vários títulos da imprensa portuguesa, nomeadamente o Correio da Manhã, como cronista social.

## Morte
No dia 7 de Janeiro de 2011 foi encontrado morto num quarto do hotel Intercontinental, em Times Square, Nova Iorque. Carlos Castro dera entrada no hotel a 29 de Dezembro de 2010, acompanhado pelo modelo português Renato Seabra. Foi encontrado morto, sem roupa, com sinais de ter sido violentamente agredido na cabeça e sexualmente mutilado. A defesa de Renato Seabra, em junho de 2011, alegou perturbações psiquiátricas, uma estratégia rara nos Estados Unidos e que não teve êxito.
Renato Pereirinha Seabra, de 22 anos de idade, natural de Cantanhede, foi condenado a uma pena de 25 anos de prisão no Estabelecimento Prisional de Clinton, onde é acólito. Será deportado para Portugal logo que atinja o limite mínimo da pena, em 2036 (com 46 anos de idade), e esteja em condições de pedir a sua libertação condicional.

## Obras publicadas
- "O Chique e O Choque: 20 anos de crónicas de costumes"[2] (1996)
- "Desesperadamente" (poesia) (1998)[2]
- "Ruth Bryden: Rainha da Noite"[2][14] (2001)
- "A paz segundo o Pionés Bandido" (2003)
- "Os imbecis dos Bandidos (RA e PT)"(2004)
- "Solidão Povoada" (2007)[15]
- "As Mulheres Que Marcaram a Minha Vida" (2010)[16]